# توربن موزل
توربن موزل (آلمانی: Torben Müsel؛ زادهٔ ۲۵ ژوئیهٔ ۱۹۹۹) بازیکن فوتبال اهل آلمان است.
از باشگاه‌هایی که در آن بازی کرده‌است می‌توان به باشگاه فوتبال کایزرسلاوترن اشاره کرد.
وی همچنین در تیم‌های ملی فوتبال زیر ۱۸ سال آلمان، زیر ۱۹ سال آلمان و زیر ۲۰ سال آلمان بازی کرده‌است.